# Куклінка
Куклінка (рос. Куклинка) — присілок Гагарінського району Смоленської області Росії. Входить до складу Пречистенського сільського поселення.
Населення — 1 особа. 